# Andrzej Leszek Szcześniak
Andrzej Leszek Szcześniak (ur. 29 listopada 1932 w Wilczkowicach, zm. 15 marca 2003) – doktor nauk historycznych, autor ponad trzydziestu książek o tematyce historycznej oraz podręczników szkolnych.

## Życiorys
Wychował się na wsi Wilczkowice, gdzie jego ojciec był kierownikiem szkoły.
W 1951 ukończył liceum w Otwocku. W latach 1951–1955 studiował historię w Państwowej Wyższej Szkole Pedagogicznej w Warszawie i uzyskał tam dyplom zawodowy – studiów I stopnia. Od 1956 studiował historię na Uniwersytecie Warszawskim, pracę magisterską obronił w 1960. Po studiach był m.in. nauczycielem historii i geografii oraz wychowania fizycznego. Od 1969 pracownik ministerstwa oświaty, a następnie współpracownik Ministerstwa Edukacji Narodowej. Był m.in. członkiem oraz kierownikiem wspólnych komisji podręcznikowych polsko-węgierskiej, polsko-austriackiej oraz polsko-brytyjskiej w Cambridge. Współpracował m.in. z Robertem Nowakiem oraz Normanem Daviesem.
W połowie lat 80. XX wieku poruszył kwestię zbrodni katyńskiej, a u kresu Polskiej Rzeczypospolitej Ludowej w 1989 wydał publikacje dotyczące tej tematyki. Był autorem podręcznika do historii powszechnej 1914-1990 do VIII klasy szkoły podstawowej wyd. 1984–1990 oraz dla szkół średnich „Historia 1918-1939”. Podręczniki jego autorstwa z lat 90. były krytykowane przez środowiska żydowskie i lewicowe za błędy merytoryczne i antysemicką wymowę, przy jednocześnie przychylnej ocenie środowisk nauczycielskich oraz prawicowych i narodowych. Publikował w „Wiadomościach Historycznych”. Od 1999 felietonista „Naszego Dziennika” oraz Radia Maryja, gdzie prowadził cotygodniowy program Spróbuj pomyśleć oraz udzielał komentarzy w audycji Aktualności dnia. Był twórcą Muzeum Historycznego w Starej Miłośnie.
10 kwietnia 2003 jego pamięć uczciła w wystąpieniu Sejmu RP poseł Zofia Krasicka-Domka.
13 kwietnia 2004 Fundacja „Golgota Wschodu” przyznała mu pośmiertnie Medal Golgoty Wschodu – Katyń 1940 za zasługi ku utrwaleniu pamięci o Ofiarach – Męczennikach Golgoty Wschodu.

## Wybrane publikacje
- Katyń: lista ofiar i zaginionych jeńców obozów Kozielsk, Ostaszków, Starobielsk. Wyd. Alfa, Warszawa 1989, s. 368. ISBN 83-7001-294-9.
- Katyń: relacje, wspomnienia, publicystyka. Wyd. Alfa, Warszawa 1989, s. 360. ISBN 83-7001-296-5.
- Katyń. Tło historyczne, fakty, dokumenty. Wyd. Alfa, Warszawa 1989, s. 189. ISBN 83-7001-295-7.
- Wojna polsko-radziecka 1918-1920. Wyd. Ośrodka Dokumentacji i Studiów Społecznych, Warszawa 1989, s. 67. ISBN 83-7012-045-8.
- Zmowa. IV rozbiór Polski. Wyd. Alfa, Warszawa 1990, s. 208. ISBN 83-7001-338-4.
- Judeopolonia. Żydowskie państwo w państwie polskim. Wyd. Polskie Wydawnictwo Encyklopedyczne, Radom 2001, s. 97. ISBN 83-88822-07-1.
- Plan zagłady Słowian – Generalplan Ost. Wyd. Polskie Wydawnictwo Encyklopedyczne, Radom 2001, s. 59. ISBN 83-88822-03-9.
- Holokaust. Wyd. Polskie Wydawnictwo Encyklopedyczne, Radom 2001, s. 107. ISBN 83-88822-09-8.
- Deportacje w XX wieku. Wyd. Polskie Wydawnictwo Encyklopedyczne, Radom 2002, s. 60. ISBN 83-88822-12-8.
- Katyńska zbrodnia, Wyd. Polskie Wydawnictwo Encyklopedyczne Polwen, Radom 2004, ISBN 83-89862-75-1 (pośmiertnie)
- Encyklopedia Białych Plam (autor i współautor wybranych haseł)